# Tegelticka
Tegelticka (Daedaleopsis confragosa) är en svampart som först beskrevs av James Bolton, och fick sitt nu gällande namn av Joseph Schröter 1888. Tegelticka ingår i släktet Daedaleopsis och familjen Polyporaceae.  Arten är reproducerande i Sverige. Inga underarter finns listade i Catalogue of Life.
I den svenska databasen Dyntaxa används istället namnet Daedaleopsis tricolor för samma taxon.  Arten är reproducerande i Sverige.

## Källor

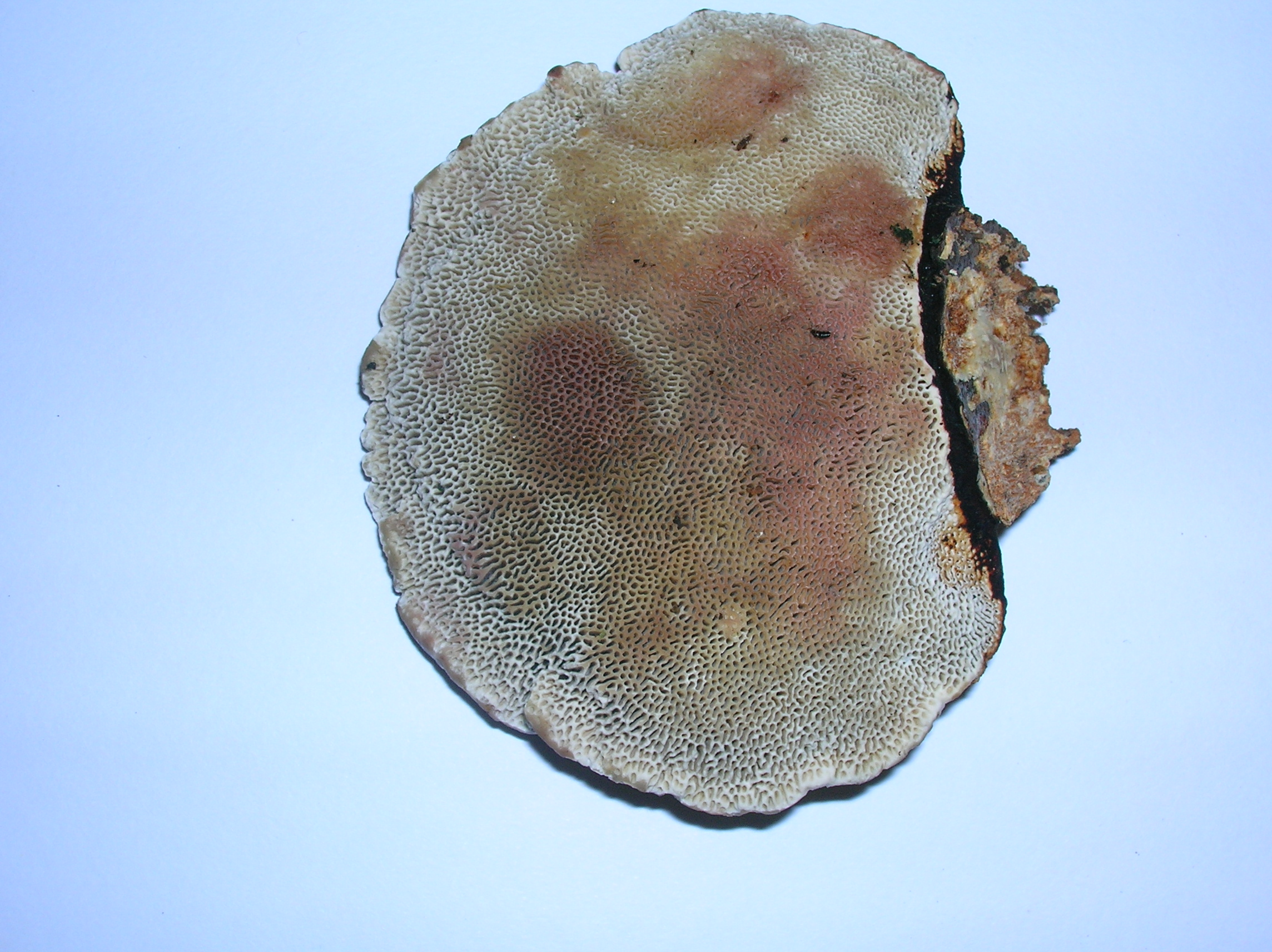
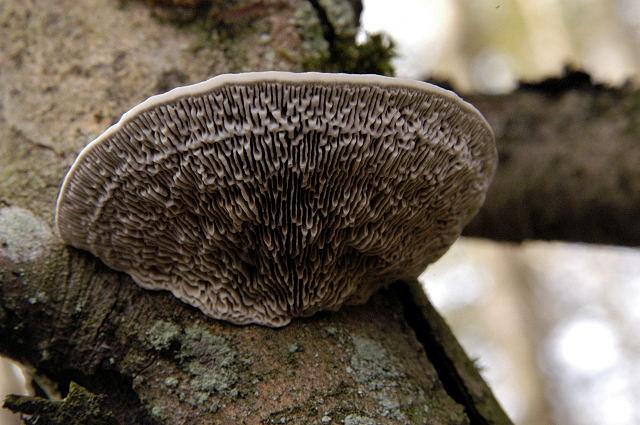
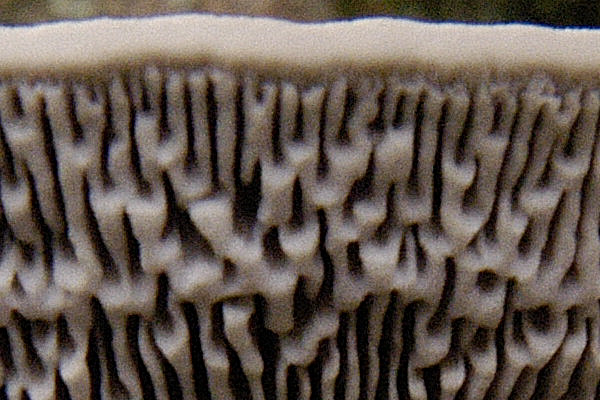
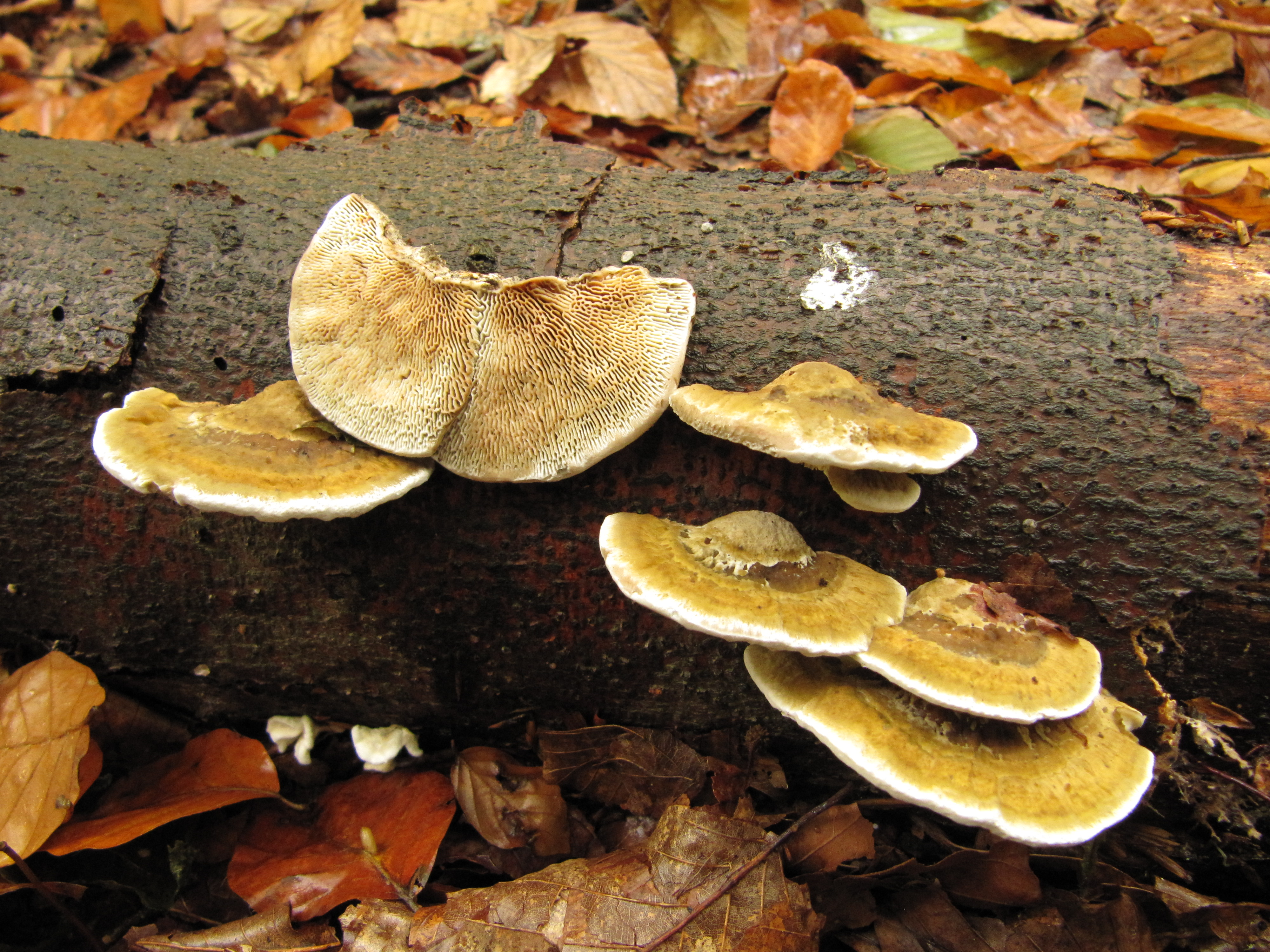
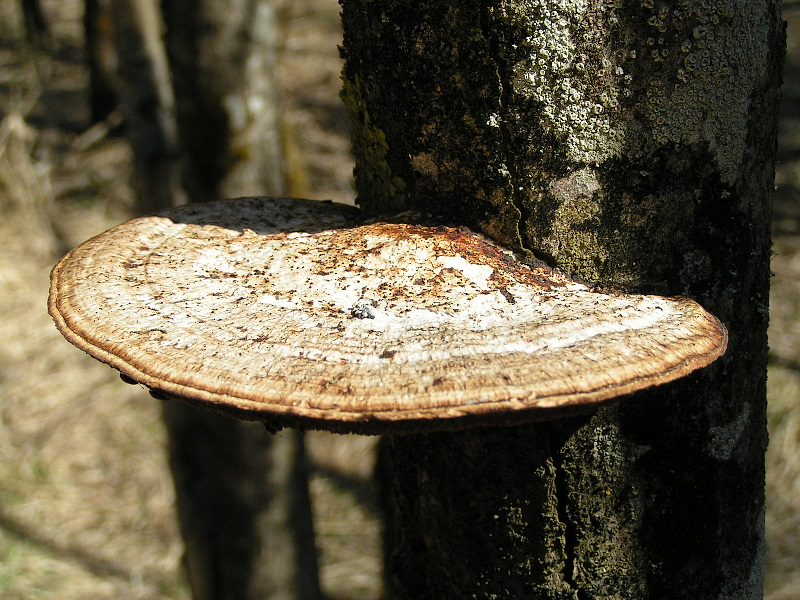
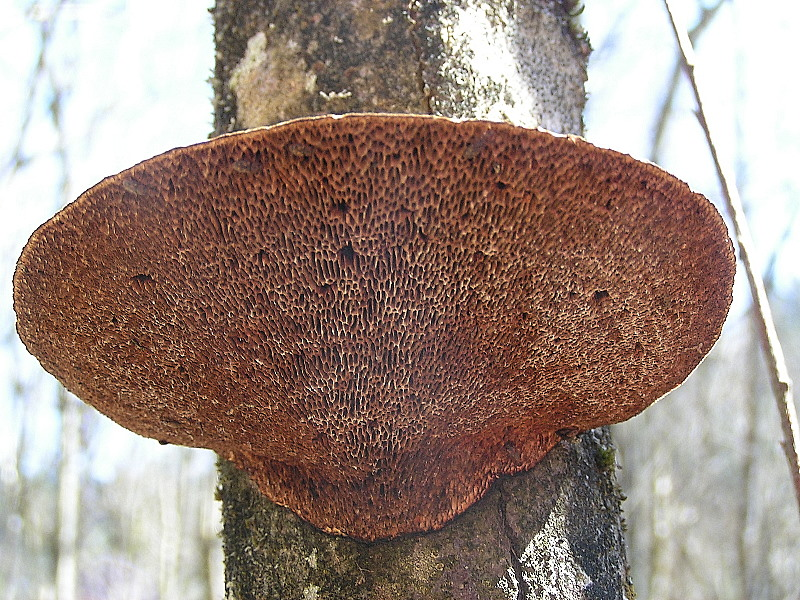
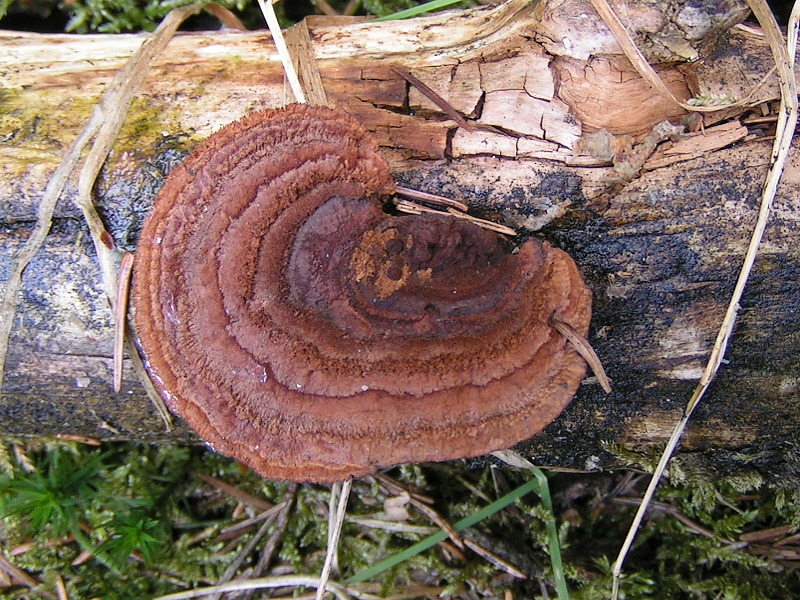
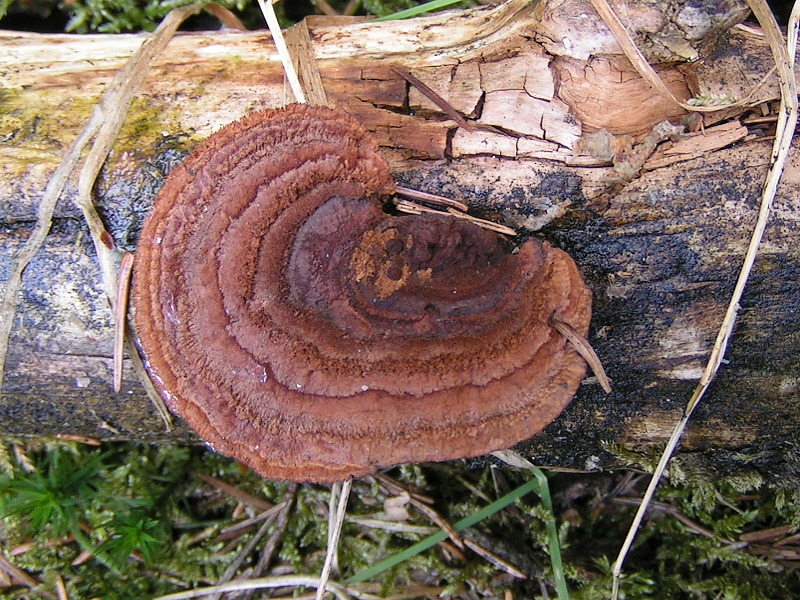